# Pedicularis olympica
Pedicularis olympica är en snyltrotsväxtart som beskrevs av Pierre Edmond Boissier. Pedicularis olympica ingår i släktet spiror, och familjen snyltrotsväxter. Inga underarter finns listade i Catalogue of Life.